# Trimmis

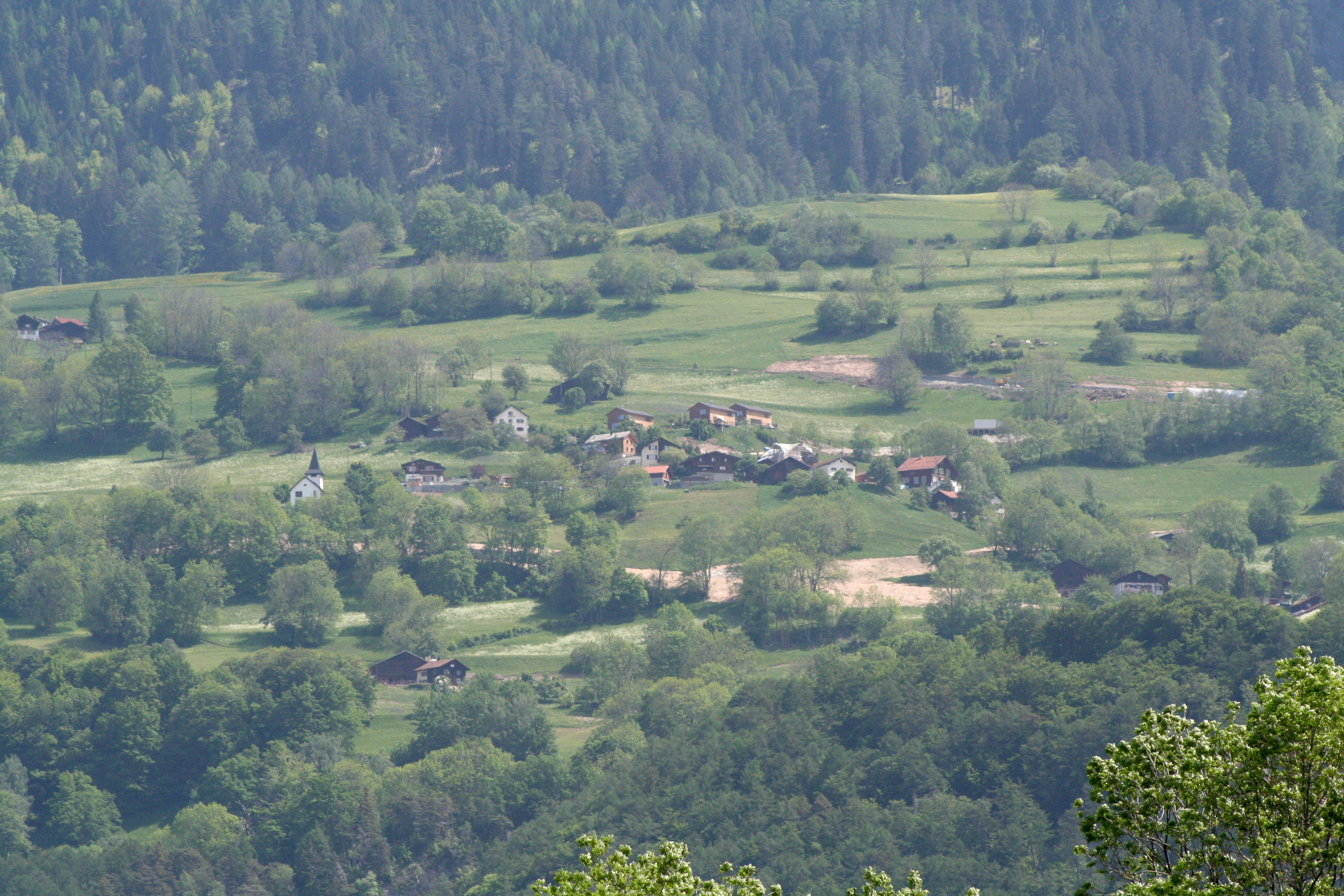
Kommundelen Says, belägen på en bergsplatå ovanför centrala Trimmis.

Trimmis (rätoromanska Termin) är en ort och kommun i regionen Landquart i kantonen Graubünden, Schweiz. Kommunen har 3 363 invånare (2023).
Kommunen ligger i det historiska "landskapet" Vier Dörfer, sedermera kretsen Fünf Dörfer, på floden Rhens högra sida, sju kilometer norr om kantonshuvudstaden Chur, dit en stor del av de förvärvsarbetande pendlar. Den består av dels huvudorten Trimmis, där de flesta av invånarna bor, dels byn Says med omnejd med 157 invånare, som 1880-2007 var en egen kommun.

## Språk
Det rätoromanska språket trängdes undan av tyska under 1300-talet, dels genom inflyttning från lägre belägna delar av Rhendalen och området runt Bodensjön, dels genom inflyttning av walser. 

## Religion
Says nåddes av reformationen 1526, till Trimmis kom den först 1613, men i det fallet höll majoriteten kvar vid katolicismen.